# Braga amapaensis
Braga amapaensis is een pissebed uit de familie Cymothoidae. De wetenschappelijke naam van de soort is voor het eerst geldig gepubliceerd in 1996 door Thatcher.